# Francesco I av Este
Francesco I av Este, född 1610, död 1658, var en monark (hertig) av Modena och Reggio från 1629 till 1658.